# Cementerio municipal de Mayagüez
El Cementerio municipal de Mayagüez también conocido como el Cementerio Viejo, fue construido en 1876 en la localidad de Mayagüez, Puerto Rico. Fue diseñado por el arquitecto municipal Félix Vidal d'Ors siguiendo el plan maestro de la ciudad de 1804. Las afueras del cementerio están definidas por paredes de ladrillo y nichos, la zona está dividida por dos calles que se cruzan. A raíz de una ley de 1872 sobre el cementerio este proporciona áreas separadas que se encuentran en el este y que están destinadas a los no católicos y a los pobres.
Fue incluido en el Registro Nacional de Lugares Históricos en 1988. La lista incluye dos edificios categorizados como "contribuyentes", un sitio "contribuyente", y otras cinco estructuras "contribuyentes". Es uno de los cementerios más elegantes y de mejor diseño en la isla. 